# خانكوئية (غوغر)
خانكوئیة (بالفارسية: خانکوئیه) هي قرية تقع في إيران في قسم غوغر الريفي. يقدر عدد سكانها بـ 9 نسمة .